# Bunopus
Bunopus – rodzaj jaszczurek z rodziny gekonowatych (Gekkonidae).

## Zasięg występowania
Rodzaj obejmuje gatunki występujące w Izraelu, Jordanii, Iranie, Syrii, Iraku, Kuwejcie, Arabii Saudyjskiej, Jemenie, Omanie, Zjednoczonych Emiratach Arabskich, Katarze, Turkmenistanie, Afganistanie, Pakistanie i Indiach.

## Systematyka

### Etymologia
Bunopus: gr. βουνος bounos „wzgórze, pagórek”; πους pous, ποδος podos „stopa”.

### Podział systematyczny
Do rodzaju należą następujące gatunki:
- Bunopus blanfordii Strauch, 1887
- Bunopus crassicauda Nikolsky, 1907
- Bunopus orientalis (Blanford, 1876)
- Bunopus tuberculatus Blanford, 1874